# Gambia i olympiska sommarspelen 2000
Gambia deltog i de olympiska sommarspelen 2000 med en trupp bestående av två deltagare, en man och en kvinna, men ingen av landets deltagare erövrade någon medalj.

## Friidrott
Herrarnas 100 meter
- Pa Modou Gai
  1. Omgång 1 - 11.03 (gick inte vidare)

Damernas 800 meter
- Adama N'Jie
  1. Omgång 1 - 02:07.90 (gick inte vidare)